# إل لويس
إل لويس (بالإسبانية: El Luis)‏ هو موسيقي إسباني، ولد في 15 فبراير 1948 في لا كورونيا في إسبانيا.